# Villa Ludovisi

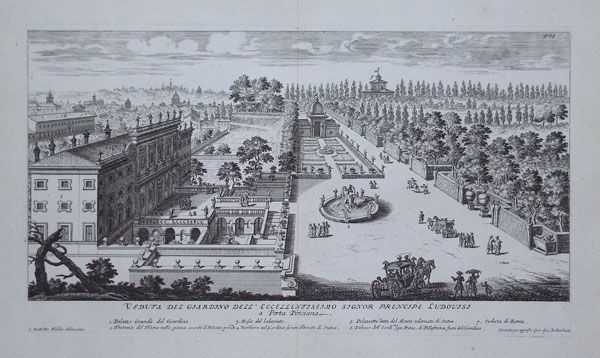
Vistas del Jardín del Excelentísimo Señor Príncipe Ludovisi en Puerta Pinciana (1683), grabado de Giovanni Battista Falda. En el centro, el Casino dell'Aurora; a la izquierda, el Palazzo Grande, actual Palazzo Margherita, sede de la embajada de Estados Unidos en Roma (Via Vittorio Veneto)

La Villa Ludovisi, también conocida como Villa Boncompagni Ludovisi o Villa Aurora, era una villa de la ciudad de Roma (Italia), construida en el siglo XVII por Domenichino en el área que antiguamente ocuparon los jardines de Salustio (Horti Sallustiani), cerca de la Porta Salaria, por encargo del cardenal Ludovico Ludovisi. Sus magníficos jardines fueron diseñados por André Le Nôtre, el arquitecto de los jardines de Versalles.
La villa pasó a manos de los Boncompagni, quienes en 1872 la alquilaron al rey Víctor Manuel II, quien utilizó la villa como residencia para su amante, Rosa Vercellana. En 1883, pese a las muchas protestas de la clase intelectual, su último dueño, el príncipe de Piombino, Baldassarre Boncompagni, vendió la propiedad tras dividirla en parcelas. La mayoría de los edificios y estatuas fueron destruidos y el Casino dell'Aurora fue la única construcción que siguió en pie. La Via Vittorio Veneto atravesó su terreno, parte del cual está ocupado por la embajada estadounidense, y se formó el rione Ludovisi (distrito Ludovisi).

## Historia

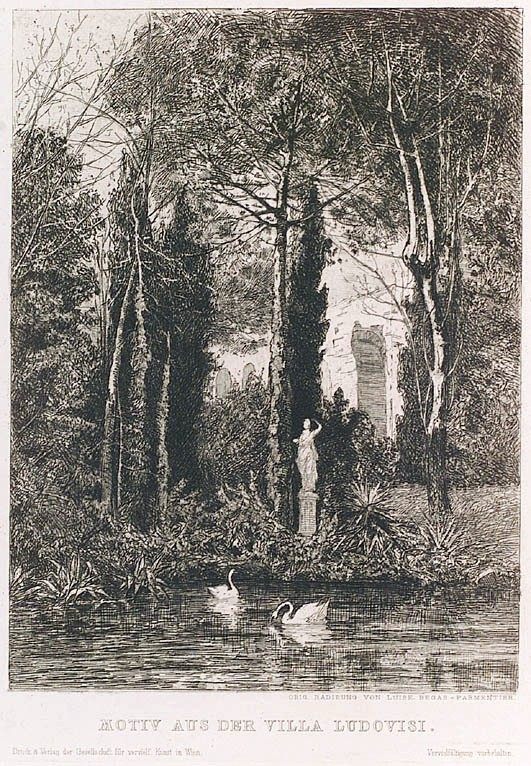
Jardines de la villa

El terreno donde se situaba la villa era conocido en época de la Antigua Roma como Horti Sallustiani, los jardines de Salustio, unos jardines desarrollados por el historiador Cayo Salustio en el siglo I a. C., los cuales poseían varios pabellones, un templo a Venus y diversas esculturas, entre las que se encontraron el Obelisco Salustiano, el Jarrón Borghese, el Trono Ludovisi y las esculturas conocidas como el Gálata moribundo y el Gálata Ludovisi.
En el siglo XVI adquirió el terreno el cardenal Francesco Maria Del Monte (1549-1627), prefecto del Colegio cardenalicio y gran mecenas de las artes, especialmente de Caravaggio, del que reunió una valiosa colección. Del Monte mandó construir un palacete conocido posteriormente como Casino dell'Aurora, por la célebre pintura de Guercino.
En 1621 compró el terreno, junto a otros anexos (las villas Orsini y Capponi) el cardenal Ludovico Ludovisi (1595-1632), sobrino del papa Gregorio XV, arzobispo de Bolonia, camarlengo y vicecanciller de la Iglesia desde 1621. Se formó entonces un espacio de 19 hectáreas, entre las actuales calles de Porta Pinciana y Piemonte y desde Porta Pinciana hasta el convento de las Capuchinos, cerca de la plaza Barberini.
La villa, trazada con un proyecto de Domenichino, era un conjunto de jardines, huertos y bosques, con avenidas de cipreses y setos altos, junto a diversos elementos ornamentales, como fuentes, estatuas y un obelisco de la época imperial. Tenía tres edificios: el Casino dell'Aurora, el Casino Capponi y el Palazzo Grande.
En 1670 Giambattista Ludovisi vendió la villa a la familia Rospigliosi, pero la recuperó poco después como regalo de bodas para su hija Ippolita, casada con Gregorio Boncompagni, duque de Sora, origen de la familia Boncompagni Ludovisi, príncipes de Piombino.
La villa fue objeto de pleitos entre los Boncompagni Ludovisi y los jesuitas debido a unas cláusulas del testamento del cardenal Ludovisi: en 1697 se hicieron con la propiedad de la villa, pero en 1700 la retornaron gracias a un acuerdo con la familia.
En 1734 los Boncompagni Ludovisi, que no vivían en la villa, pues tenían su residencia en la Via del Babuino, regalaron el obelisco al papa Clemente XII; tras unos años fue colocado frente a la iglesia de la Trinità dei Monti. En esos años la villa estuvo algo abandonada, pues los propietarios no tenían especial interés en ella. Sin embargo, a principios del siglo XIX se instalaron en ella como residencia principal. En 1825, Luigi Boncompagni Ludovisi compró un terreno anexo, la Villa Belloni, donde construyó otro palacete, el Casino dei Pranzi.
El escritor Stendhal visitó la villa en 1827, de la que se mostró enamorado, y escribió en sus Paseos romanos: «si tuviera la suerte de poseer este lugar fascinante en mi presencia nadie pondría los pies en él; en cambio, en mi ausencia el billete de entrada costaría dos piastras, que se entregarían a los artistas pobres».
En 1858 Antonio III Boncompagni Ludovisi compró otro terreno adyacente, la Villa Borioni Santacroce, con la que la finca de los Ludovisi adquirió su extensión máxima, 30 hectáreas. Celosos de su colección de arte, los Boncompagni Ludovisi solo dejaban visitar la villa a miembros de la nobleza y a personajes relevantes, como los escritores Henry James o Hippolyte Taine.
En 1878 parte de la villa (Casino dell'Aurora y Casino dei Pranzi) fue alquilada al rey Víctor Manuel II por 50 000 liras, quien la utilizó como residencia de su amante, Rosa Vercellana.
A la muerte de Antonio III en 1883 sus hijos fragmentaron la villa para repartirse su patrimonio. Se derribaron todos los edificios excepto el Casino dell'Aurora y el Palazzo Grande, que fue reconvertido en un nuevo palacio situado en la Via Vittorio Veneto, conocido como Palazzo Margherita y actual embajada de Estados Unidos. La mayor parte de los terrenos pasaron a formar parte del actual barrio Ludovisi. En 1901 cedieron su colección de estatuas antiguas al Museo Nazionale Romano. En la actualidad, de la antigua villa solo queda el Casino dell'Aurora, todavía propiedad de los Boncompagni Ludovisi, visitable tan solo un día a la semana previa solicitud.

## Casino dell'Aurora

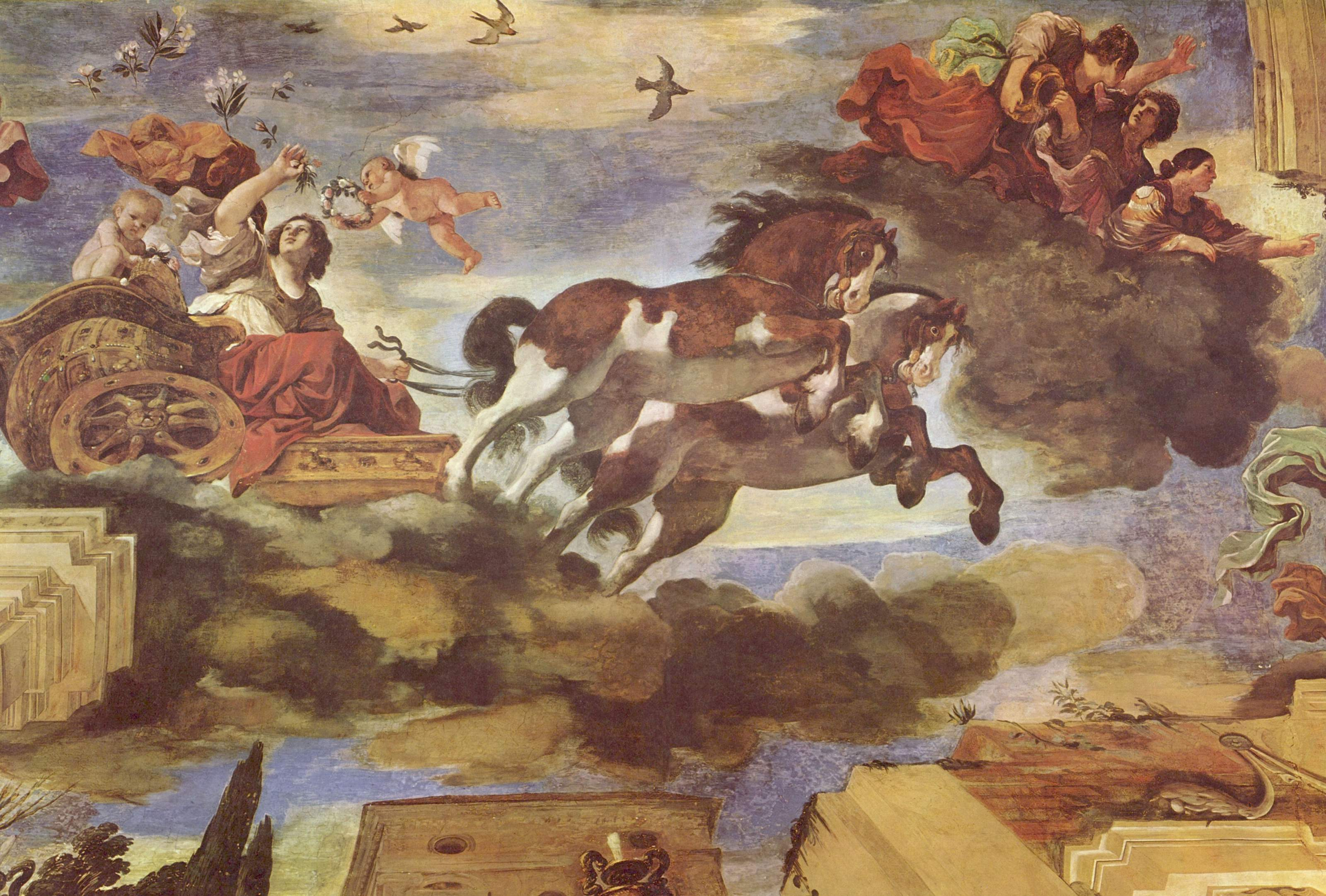
El carro de la Aurora, de Guercino (1621)

Jupiter, Neptuno y Plutón, de Caravaggio (hacia 1597-1600)

El único edificio que permanece de la antigua villa es el Casino dell'Aurora, dentro de unos pequeños jardines que son una pobre muestra de los de antaño. Este palacete fue construido en el siglo XVI para el cardenal Francesco Maria Del Monte, pero fue remodelado por Ludovico Ludovisi entre 1621 y 1632. Es un edificio de planta cruciforme con cuatro fachadas, con dos plantas y una torrecilla-mirador en el centro. La planta baja tiene una sala central en forma de cruz y cuatro estancias en cada ala, esquema que se repite en el piano nobile, al que se accede por una escalera de caracol.
Las estancias fueron decoradas con pinturas al fresco de Caravaggio, Guercino, Agostino Tassi, Domenichino y Paul Brill. La principal, El carro de la Aurora, obra de Guercino de 1621, se emplaza en la bóveda del salón central de la planta baja. Es una alegoría de la diosa romana Aurora, que conduce un carro dorado tirado por dos caballos alejándose de su anciano marido, Titono, mientras un querubín pone en su cabeza una corona de flores. En los lunetos hay sendas alegorías del Día y la Noche. El tema fue escogido probablemente por la competencia entre la familia Ludovisi y la de los Borghese, quienes hacía siete años habían situado también una Aurora en su residencia del Quirinal (Palazzo Pallavicini Rospigliosi), obra de Guido Reni. La fama de esta obra hizo que el palacete fuese conocido como Casino dell'Aurora, e incluso a veces la Villa Ludovisi como Villa dell'Aurora o  Villa Aurora.
Del resto de pinturas destaca la de Jupiter, Neptuno y Plutón, obra de Caravaggio ejecutada hacia 1597-1600 para el cardenal Del Monte. Muestra las diversas fases de la conversión del plomo en oro, en alusión al interés por la alquimia que tenía el cardenal. Otro conjunto es el elaborado por Guercino y Tassi en el salón principal del piano nobile, relativo a la Fama, el Honor y la Virtud, como cualidades de los Ludovisi. La parte superior de la Fama la ocupa un ave fénix, una nueva alegoría de los Ludovisi, una familia extinta diversas veces en sucesión directa pero renacida mediante sucesivos matrimonios, al adquirir los nuevos cónyuges el apellido Ludovisi.
En 1858 se hicieron diversas reformas en el palacete, especialmente la ampliación de las cuatro fachadas con saledizos de arcadas, obra del arquitecto Nicola Carnevali.